# Die Grenzgänger
Die Grenzgänger sind eine von Michael Zachcial und Klaus Levin 1989 in Bremen gegründete Folk-Band. Seit 2014 spielen sie in der Besetzung Frederic Drobnjak (Gitarren), Annette Rettich (Cello), Felix Kroll (Akkordeon) und Michael Zachcial (Gesang, Gitarre, künstlerische Konzeption).
In der Tradition von Zupfgeigenhansel, Liederjan, Ougenweide, Hannes Wader, Peter Rohland und ähnlichen Künstlern spielen sie deutsche Volkslieder in deutlicher Abgrenzung zum volkstümlichen Lied. Die Grenzgänger wurden fünfmal mit dem Preis der Deutschen Schallplattenkritik ausgezeichnet und waren für das Goethe-Institut in mehreren europäischen Ländern zu Gast.

## Künstlerisches Konzept
Von Anfang an ging es den Grenzgängern darum, an wenig bekannte Kapitel der deutschen Geschichte zu erinnern und dabei verschollene und in Vergessenheit geratene Volkslieder wieder zu entdecken und für ein heutiges Publikum interessant und attraktiv zu machen. Dabei sehen sie sich auch international in einer Tradition mit Künstlern wie Woody Guthrie (Sacco & Vanzetti-Album), Johnny Cash (Bitter Tears: Ballads of the American Indian) oder Bruce Springsteen (Seeger-Sessions).  Als „Grenzgänger“ sehen sich die Musiker dabei sowohl in zeitlicher als auch in stilistischer Hinsicht.

### Zeitliche Grenzgänger
Die Grenzgänger verwenden das deutsche Volkslied, historische Gedichte und andere Texte als Kommentare auf aktuelle politische Ereignisse. So erinnerten sie angesichts des Fremdenhasses und der Brandanschläge von Hoyerswerda, Mölln, Solingen, Rostock-Lichtenhagen an deutsche Auswanderer nach Amerika und deren Schicksale. Dazu gehörte zum Beispiel die Rede eines US-amerikanischen Politikers, der vor Überfremdung durch deutsche Einwanderer warnte, die sich massenhaft vermehren würden.

### Stilistische Grenzgänger
In ihrer Musik vermischen die Grenzgänger alte Melodien mit Swing, Jazz, Blues, Reggae, Rap, orientalischen Rhythmen bis hin zur Collage-Technik. So setzten sie auf ihrem Album Knüppel aus dem Sack das Deutschlandlied von Hoffmann von Fallersleben neu zusammen und vermischten die Lieder mit Zitaten von Politikern von Helmut Kohl bis Joseph Goebbels.

## Preise und Auszeichnungen
- Deutscher Folk-Förderpreis, Tanz&FolkFest Rudolstadt 1995
- Preis der Deutschen Schallplattenkritik 1995
- Preis der Deutschen Schallplattenkritik 2002
- Preis der Deutschen Schallplattenkritik 2006
- Preis der Deutschen Schallplattenkritik 2007
- Preis der Deutschen Schallplattenkritik 2014
- Preis der Deutschen Schallplattenkritik 2017

## Diskografie
- Die Schiffe nach Amerika – Emigrantenlieder (1995, Preis der deutschen Schallplattenkritik)
- Knüppel aus dem Sack – Hoffmann von Fallersleben (2002, Preis der deutschen Schallplattenkritik)
- 1920 – Lieder der Märzrevolution (mit Frank Baier) (2006, Preis der deutschen Schallplattenkritik)
- Dunkel wars der Mond schien helle – Lieder der Kinder (2012, Zaches & die Grenzgänger)
- Maikäfer Flieg! – Verschollene Lieder 1914–1918 (2014, Preis der deutschen Schallplattenkritik)
- Keine Bange Leschinsky! (mit Frank Baier) (2014, Neuauflage von: 1920 – Lieder der Märzrevolution)
- Und weil der Mensch ein Mensch ist (Lager Lieder Widerstand) (2015)
- Brot & Rosen (Liebeslieder, Gast; Cynthia Nickschas) (2017, Preis der deutschen Schallplattenkritik)
- Lieder eines Lebendigen (Georg Herwegh) (2017)
- Die wilden Lieder des jungen Marx (2018, Karl Marx)
- Revolution (2018, Lieder um die Novemberrevolution 1918)
- Hölderlin (2020, 14 Lieder mit Texten von Friedrich Hölderlin)
- Volkslieder I (2024), Lieder aus der Sammlung von Wolfgang Steinitz („Deutsche Volkslieder demokratischen Charakters aus sechs Jahrhunderten“, 1954 (nur Download))
- Wessen Welt ist die Welt (2025), Lieder von den Bauernkriegen 1525 und weiteren Bauernliedern, überwiegend aus der Sammlung von Wolfgang Steinitz

### Sampler
- Deutscher Folk-Förderpreis (1995)
- The Travellin’ Companion 3: A Musical Journey to Germany (2003)
- O bittere Zeit – Lagerlieder 1933–1945  (2007, Preis der deutschen Schallplattenkritik)
- Die Lieder der Commune (2021) Die Grenzgänger, Manfred Maurenbrecher, Andrea Pancur, Jens-Paul Wollenberg, Klaus der Geiger, Daniel Kahn u. v. a. spielen die Lieder der Pariser Kommune: von Eugène Pottier, Jean-Baptiste Clément, Louise Michel ....